# Ardabast
Ardabast era el fill del rei visigot Àquila II i net de Vítiza, que va renunciar als drets a la corona el 714 a favor del Califa omeia.
Ardabast s'havia establert militarment cap al 715 a la Bètica oriental, on tenia un miler d'hisendes, i la seva residència habitual era la ciutat de Còrdova.